# Bygailiai (przystanek kolejowy)
Bygailiai – przystanek kolejowy w miejscowości Bygailiai, w rejonie poniewieskim, w okręgu poniewieskim, na Litwie. Położony jest na linii Radziwiliszki – Dyneburg.